# Piggtistlar
Piggtistlar (Carduus) är ett släkte av korgblommiga växter. Piggtistlar ingår i familjen korgblommiga växter.

## Bildgalleri

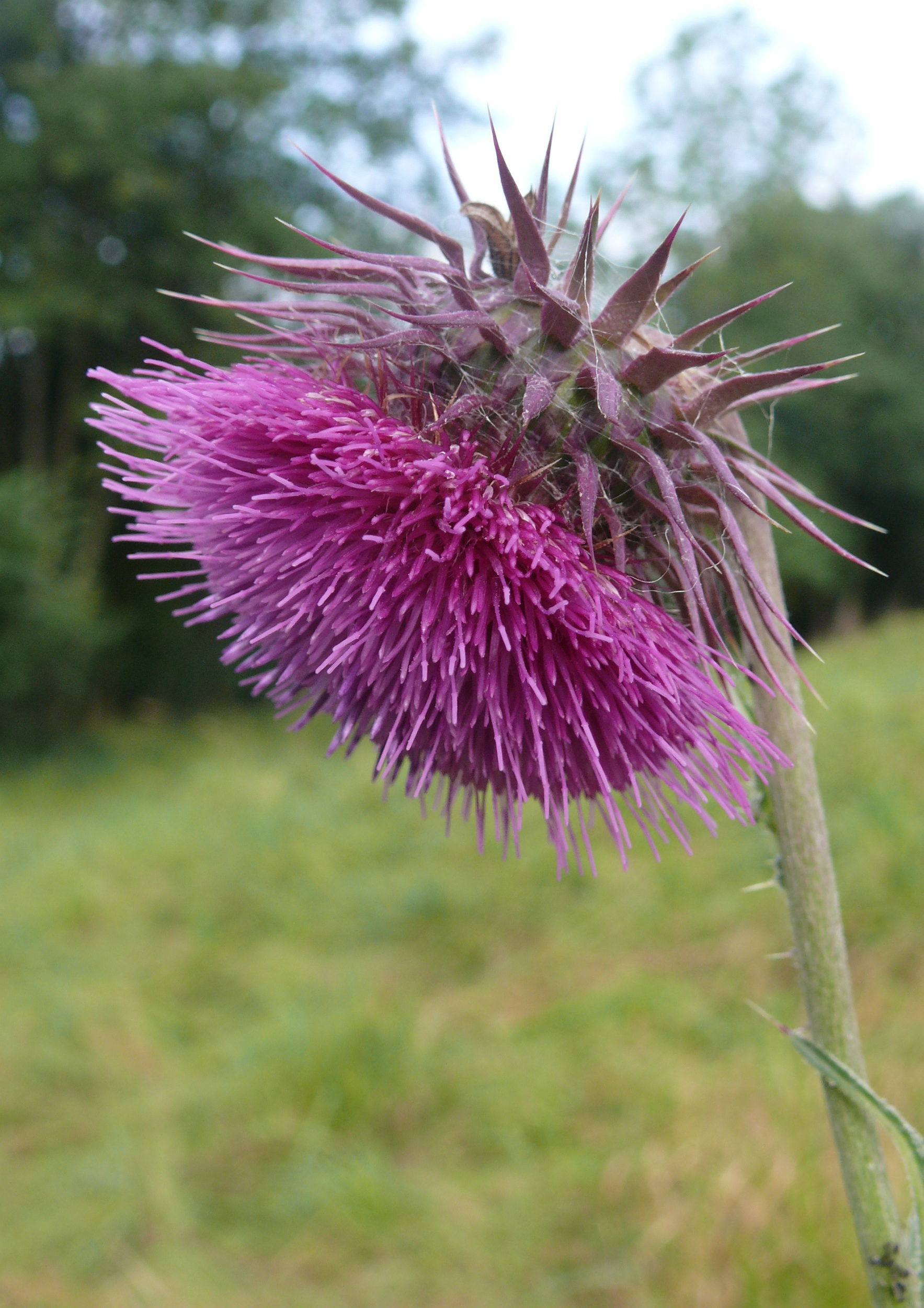
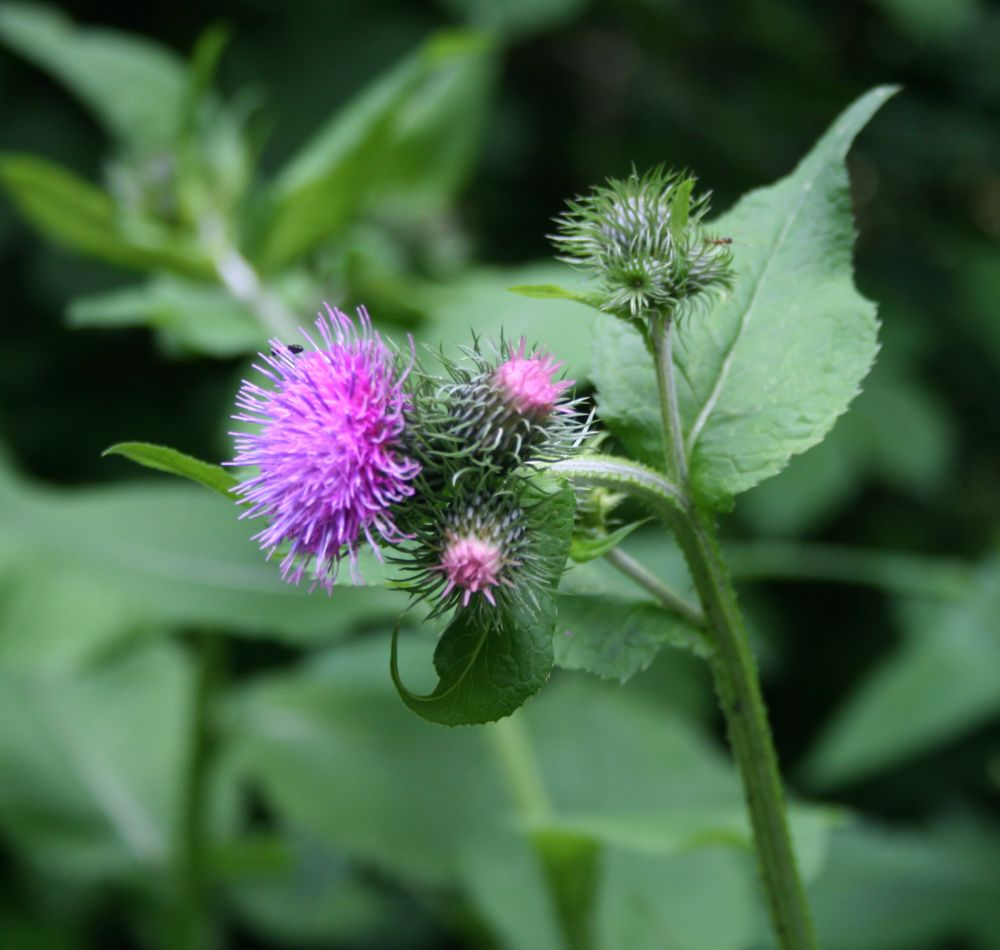
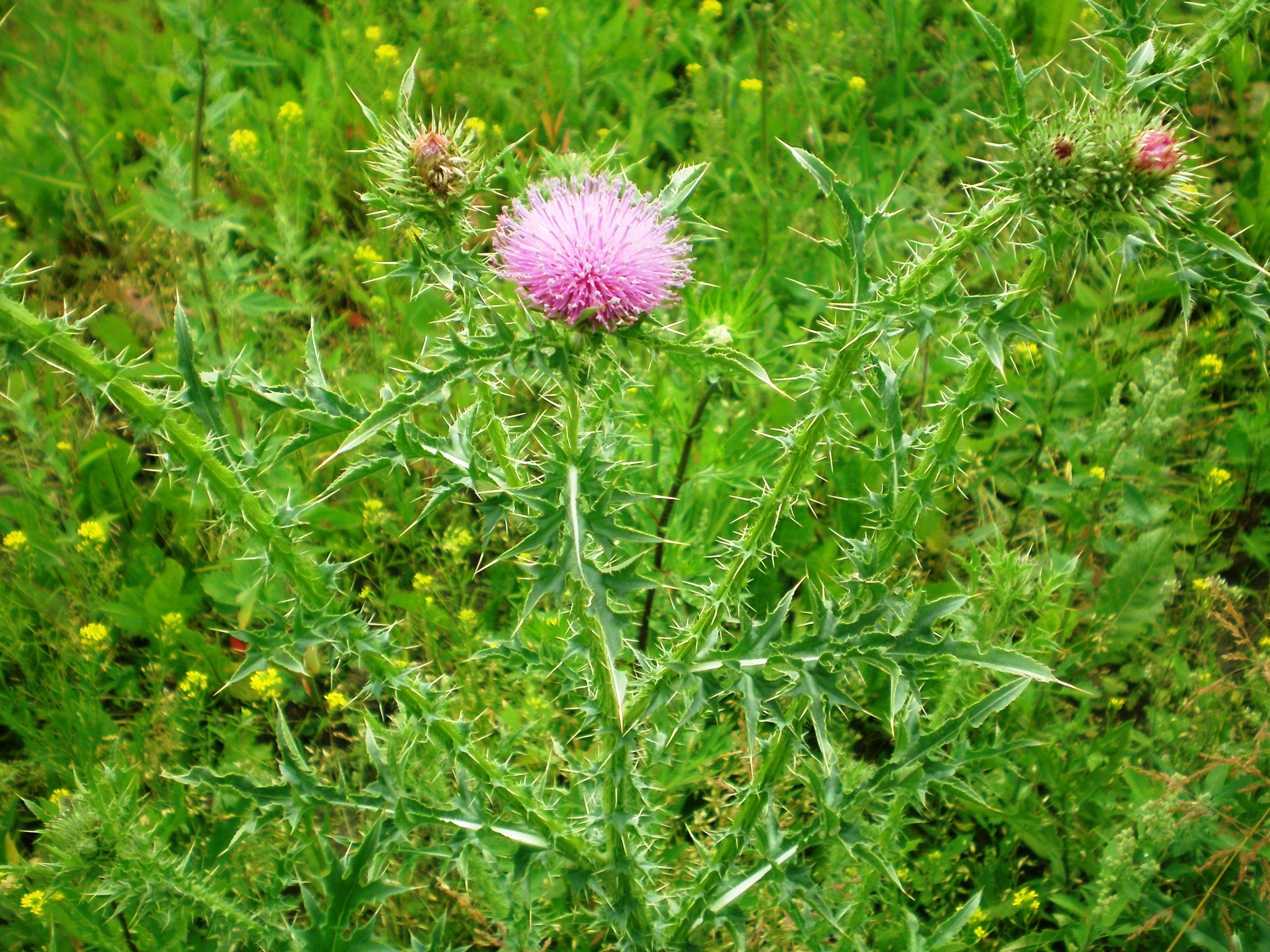
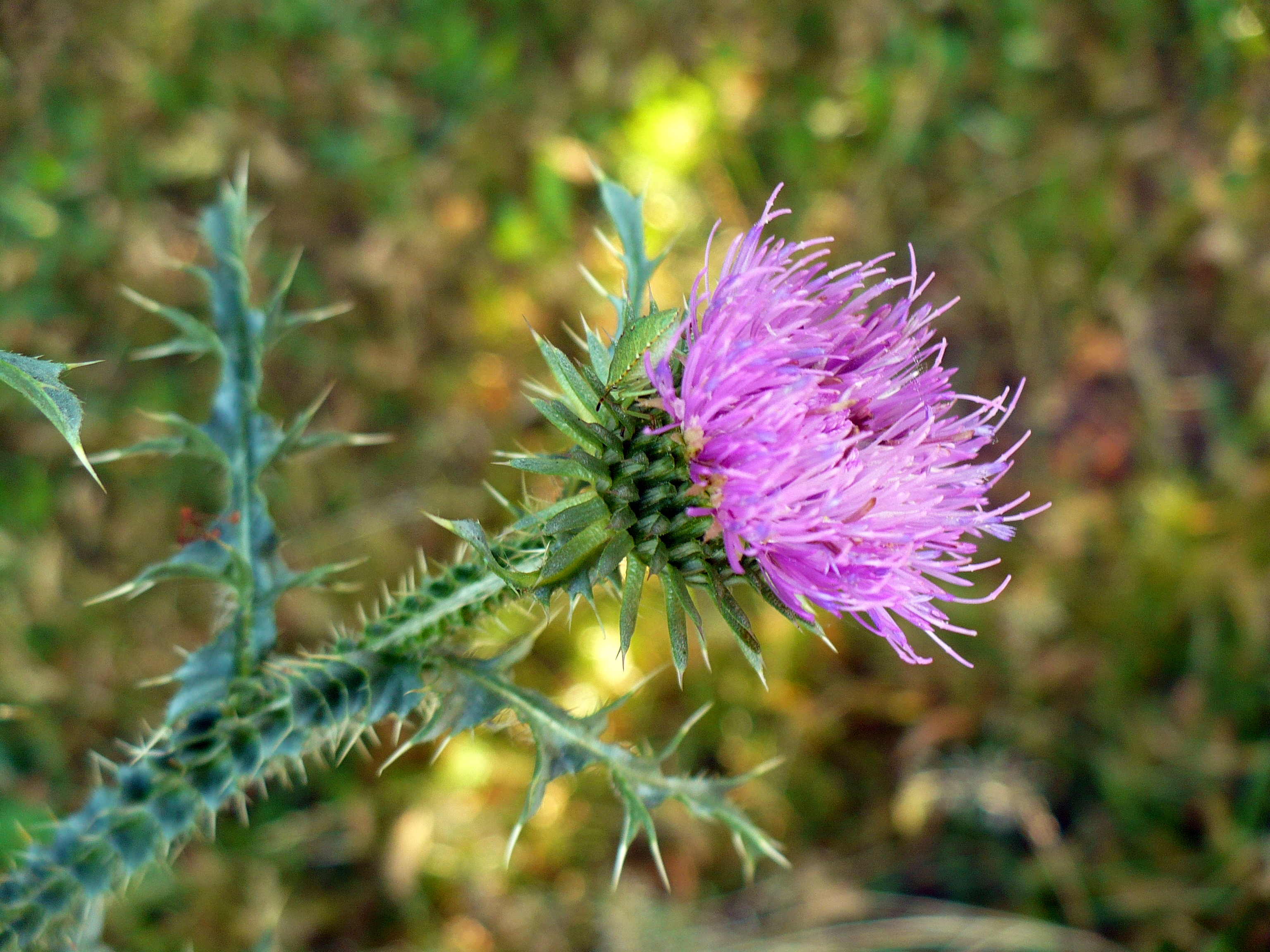
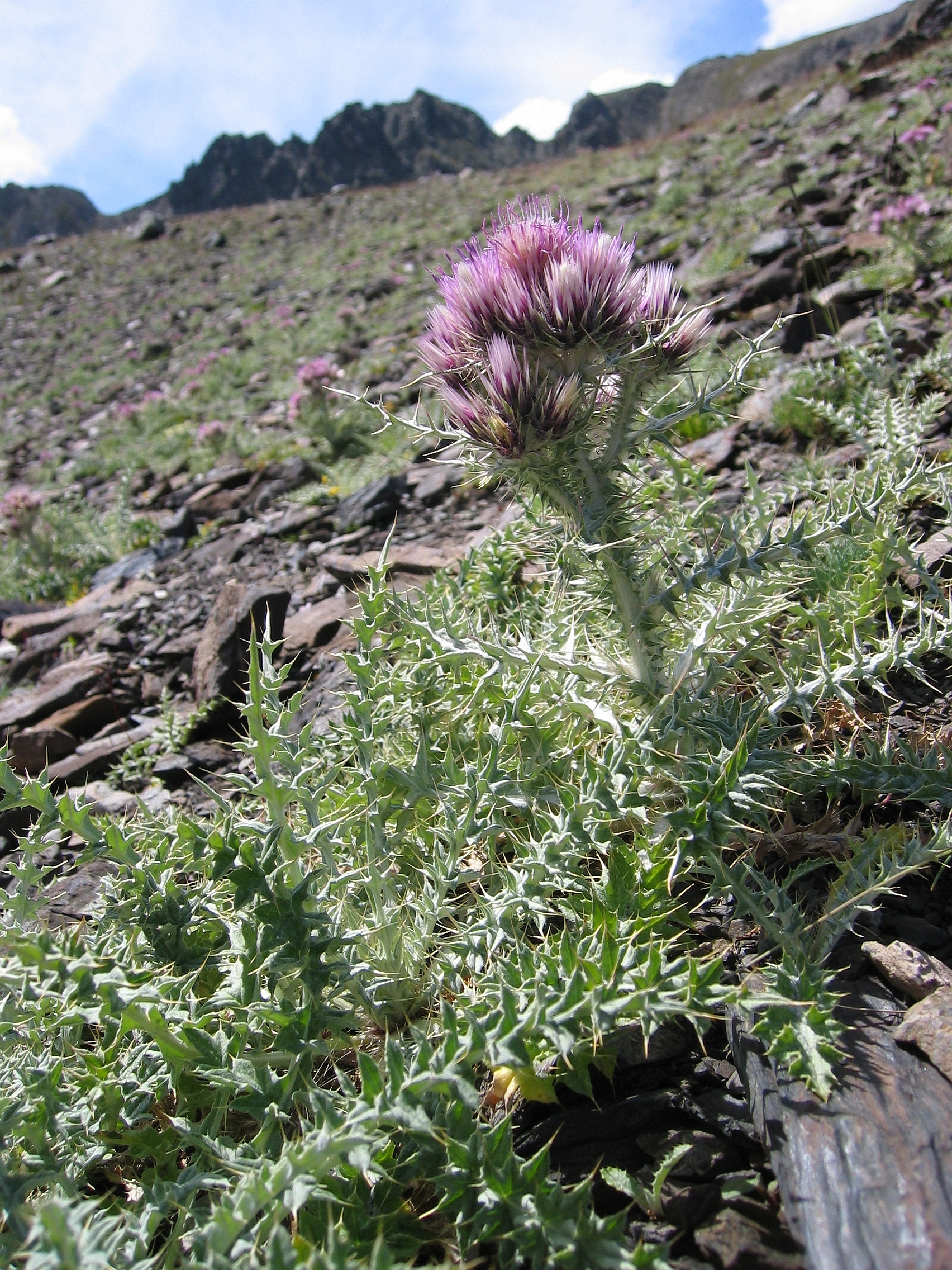
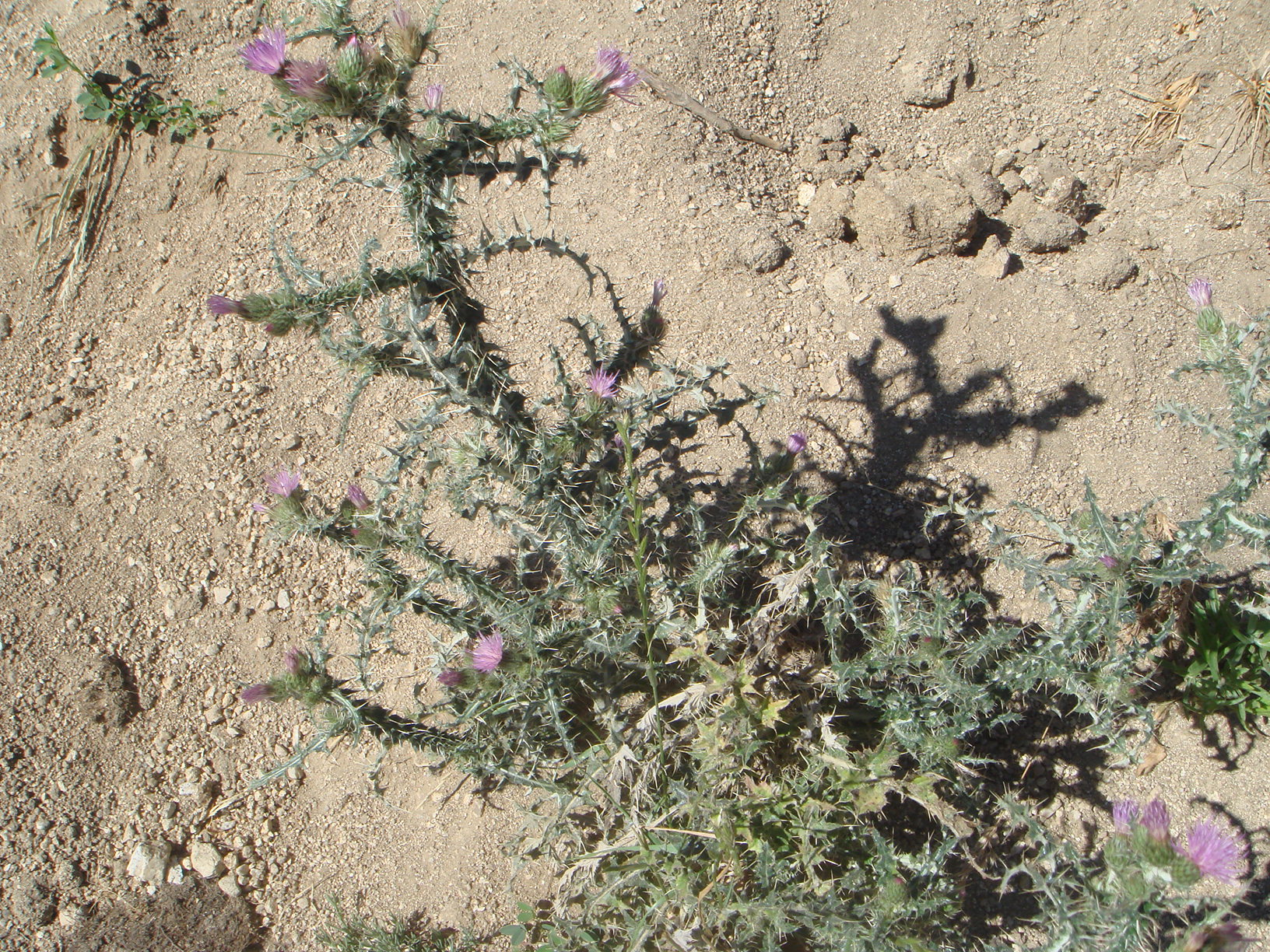

## Dottertaxa till Piggtistlar, i alfabetisk ordning[1]
- Carduus abruzzensis
- Carduus acanthocephalus
- Carduus acanthoides
- Carduus acicularis
- Carduus adpressus
- Carduus affinis
- Carduus afromontanus
- Carduus albescens
- Carduus amanus
- Carduus aragonensis
- Carduus argentatus
- Carduus argyroa
- Carduus asturicus
- Carduus aurosicus
- Carduus baeocephalus
- Carduus bourgaeanus
- Carduus bourgaei
- Carduus brunneri
- Carduus budaianus
- Carduus calabricus
- Carduus camplonensis
- Carduus candicans
- Carduus cantabricus
- Carduus carduelis
- Carduus carlinoides
- Carduus carpetanus
- Carduus cephalanthus
- Carduus chevallieri
- Carduus chrysacanthus
- Carduus clavulatus
- Carduus collinus
- Carduus conjungens
- Carduus conrathii
- Carduus corymbosus
- Carduus crispus
- Carduus cyrneus
- Carduus dahuricus
- Carduus defloratus
- Carduus dubius
- Carduus edelbergii
- Carduus estivali
- Carduus euboicus
- Carduus fallax
- Carduus fasciculiflorus
- Carduus getulus
- Carduus gibsonii
- Carduus gilloti
- Carduus gillottii
- Carduus grassensis
- Carduus grenieri
- Carduus halanensis
- Carduus hamulosus
- Carduus heteromorphus
- Carduus hohenackeri
- Carduus ibicensis
- Carduus intercedens
- Carduus jordanii
- Carduus juratzkae
- Carduus keniensis
- Carduus kerneri
- Carduus kirghisicus
- Carduus kumaunensis
- Carduus lanuginosus
- Carduus leptacanthus
- Carduus leptocephalus
- Carduus leptocladus
- Carduus leridanus
- Carduus lesurinus
- Carduus litigiosus
- Carduus littoralis
- Carduus lobulatus
- Carduus loreti
- Carduus lusitanicus
- Carduus macracanthus
- Carduus macrocephalus
- Carduus majellensis
- Carduus malyi
- Carduus maritimum
- Carduus martinezii
- Carduus meonanthus
- Carduus meratii
- Carduus merxmuelleri
- Carduus millefolius
- Carduus mixtus
- Carduus modestii
- Carduus moritzii
- Carduus myriacanthus
- Carduus naegelii
- Carduus nawaschinii
- Carduus nervosus
- Carduus nigrescens
- Carduus novorossicus
- Carduus nutans
- Carduus nyaradyanus
- Carduus nyassanus
- Carduus occidentalis
- Carduus olympicus
- Carduus onopordioides
- Carduus onopyxos
- Carduus orthocephalus
- Carduus pancicii
- Carduus peisonis
- Carduus personata
- Carduus poliochrus
- Carduus pseudohamulosus
- Carduus puechii
- Carduus pycnocephalus
- Carduus ramosissimus
- Carduus rechingerianus
- Carduus rivasgodayanus
- Carduus ruwenzoriensis
- Carduus sardous
- Carduus schimperi
- Carduus schulzeanus
- Carduus seminudus
- Carduus semiperegrinus
- Carduus sepincolus
- Carduus septentrionalis
- Carduus silvarum
- Carduus solteszii
- Carduus spachianus
- Carduus squarrosus
- Carduus tenuiflorus
- Carduus thracicus
- Carduus tmoleus
- Carduus transcaspicus
- Carduus turocensis
- Carduus uncinatus
- Carduus vaillantii
- Carduus weizensis
- Carduus verlotii